# Teodoro Monticelli
Teodoro Monticelli (Brindisi, 5 ottobre 1759 – Pozzuoli, 5 ottobre 1845) è stato un presbitero e naturalista italiano.
Personalità di spicco nell'ambiente scientifico napoletano del suo tempo, fu imprigionato per sei anni a causa del suo ardore rivoluzionario dimostrato nella rivoluzione del 1799. I suoi principali interessi erano volti alla vulcanologia e allo studio della mineralogia del Vesuvio e dei Campi Flegrei.

## Biografia
Nato a Brindisi nel 1759 dal barone Francesco Antonio e da Eleonora dei conti Sala. Non essendo primogenito fu avviato alla carriera religiosa, presso i padri Scolopi della sua città, dove seguì gli studi di carattere umanistico e poi presso il trasferitosi Collegio dei Celestini di Lecce, dove dimostrò grande predisposizione per gli studi scientifici. Crebbe sviluppando lo studio in solitudine e lo zelo di vita utile e incontaminata. Era convinto della scelta religiosa per assicurarsi beni spirituali lasciando la vita mondana, caduca ed effimera legata alla materialità e pertanto vestì l'abito dei Celestini (1776). Si trasferì a Roma nel Collegio di Sant'Eusebio per gli studi di Teologia, Filosofia e Matematica.
Nel 1782 iniziò l'insegnamento, prima a Lecce e poi a Napoli ove giunse nel 1792 come professore di filosofia. Qui si appassionò di economia con Troiano Odazi. Ottenne dal governo di redigere un "Catechismo di agricoltura e pastorizia per le scuole agrarie", opera non completata. 
Frequentava la scuola chimica di Carlo Lauberg, punta di diamante del giacobinismo napoletano: in questa scuola venivano diffusi gli ideali della Rivoluzione francese. Inoltre faceva parte della Società Patriottica Napoletana che tradusse la Costituzione francese, pur se non era un cospiratore era comunque parte integrante degli ambiente rivoluzionari.
Fu arrestato nel 1794 per la frequentazione alla scuola chimica, ma scarcerato perché non c'erano prove. Nuovamente arrestato nel 1795 perché si recava a casa di Carlo De Marco, con l'accusa di essere giacobino. Intendevano estorcere da lui informazioni su De Marco, ma Monticelli resistette, preferendo il carcere al tradimento.
Fu esiliato a Favignana, dove scrisse "Del trattamento delle api in Favignana", lì incontrò un comandante indulgente. Cercarono di liberarlo ma egli volle restare sull'isola piuttosto che vivere da rifugiato a Napoli, prediligendo la tranquillità dell'esilio dove poteva studiare la natura e comportandosi lealmente con il comandante.
Nel 1801 furono liberati i prigionieri di Stato e lui scelse di vivere a Roma, occupandosi di mineralogia cosa che gli porterà fama internazionale. Nel 1807 fu nominato abate da Pio VII per i suoi talenti. Ottenne la cattedra di morale a Napoli. Giuseppe Bonaparte, nuovo sovrano, fondò il Collegio del Salvatore affidandolo a Monticelli e inoltre lo nominò segretario perpetuo della Real Accademia delle Scienze. Nel 1809 scrisse "Memoria sull'economia delle acque da ristabilirsi nel Regno di Napoli", parlando dei problemi del dissesto idrogeologico. Nel 1816, ritornato Ferdinando di Borbone, Monticelli fu confermato professore d'etica e segretario della Real Accademia delle Scienze. Questo ruolo gli aprì relazioni con figure di spicco dell'epoca e la strada per ulteriori conoscenze con mineralogisti. Fece scoperte sul Vesuvio che lo resero noto a livello internazionale. Pubblicò varie opere sul Vesuvio, tra cui "Storia dei fenomeni del Vesuvio" e "Prodromo della mineralogia vesuviana" spiegando fenomeni rimasti fino a quel momento oscuri, raccogliendo e descrivendo tutti i minerali presenti sul vulcano. Collocò tutti i suoi reperti nell'antico Palazzo Penne.
Nel 1844 divenne membro delle Societè Royale des Antiquaires du Nord e fu insignito del titolo di Cavaliere da Francesco I.
Morì a Pozzuoli il 5 ottobre 1845, giorno di chiusura del VII Congresso degli scienziati a cui non poté partecipare. Venne commemorato con serena affabilità dei modi, dignità dell'aspetto, generosità dei procedimenti e nitida aureola della modestia.

## Contributo alla scienza del territorio
Nell'opera "Sull'economia delle acque da ristabilirsi nel Regno di Napoli. Memoria", Monticelli si inserisce nella cultura ambientalista dell'epoca, puntando alla conoscenza e alla massima divulgazione pubblica dei problemi ecologici per creare una consapevolezza collettiva. Monticelli, nel trattato, si occupa del nesso tra insediamento antropico e ambiente di riferimento, nello scritto non solo divulgazione ma anche pragmatismo. Muove dal concetto per cui "L'acqua merita la più seria e costante attenzione di qualunque ben ordinato popolo", in quanto il rischio di abbondanza d'acqua e dell'impeto della stessa a seguito della pioggia, porta guasto e rovina per le campagne, inoltre genera paludi che con i loro effluvi tolgono salubrità agli abitanti, la penuria d'acqua invece fa languire la vegetazioni e gli essere tutti. Quindi dalla carenza nella gestione dei corsi d'acqua derivano molti problemi. Per Monticelli tutto ciò deriva da una negligenza delle istituzioni, solo la civiltà greca gli appare come un faro nella gestione delle risorse, i Greci infatti costruivano acquedotti o serbatoi per rifornire la popolazione, evitavano il paludismo con lo scolo delle acque ristagnanti e curavano i boschi, anche in pianura, per dare compattezza al territorio. Alla cura greca contrappone l'incuria romana, che, secondo Monticelli, avevano portato distruzione e disordine. Dopo i Romani con le invasioni barbariche si ebbe uno spostamento dalla pianura alle aree montuose per ragioni di sicurezza, portando così a una progressiva distruzione dei boschi. Nei decenni antecedenti all'epoca dell'autore è riportato l'aumento della distruzione del manto forestale, l'autore denuncia anche la crescita dell'agricoltura a danno della pastorizia, per avere più derrate alimentari possibili e il diboscamento per avere legna e terre vergini.
L'autore esamina il condizionamento della feudalità nella gestione, le acque gestite da feudatari erano abbandonate a se stesse e invadevano pianure e valli, inoltre alteravano il corso dei fiumi con dighe, con il rischio di allagamento dei terreni adiacenti, che spesso erano dei contadini. Il disboscamento è visto come scriteriato, aveva portato l'interramento del letto dei fiumi a causa della ghiaia e dei sassi provenienti dalle montagne, in quanto non più trattenuto dalle radici degli alberi. Vede i boschi come "l'anello che lega l'aria alla terra".
Monticelli denuncia le istituzioni pubbliche per l'incuria, in quanto non si può omettere la responsabilità di fronte alle morti per mefitismo, con la cura si potrebbero avere benefici come l'aumento di vitalità ed energia tra le popolazioni colpite e l'aumento di produttività per la terra. Aggiunge poi la responsabilità dei proprietari benestanti che erano avversi alle cure campestri, mentre in Europa i nobili e ricchi operavano i metodi più ottimali per l'agricoltura e la pastorizia, denotando quindi un basso profilo culturale delle famiglie facoltose meridionali. Monticelli propose come rimedi 1) far defluire le acque ristagnanti 2) impegno per rinvestire di selve i monti 3) supplire con serbatoi le aridità di alcune regioni. Ma si rivolge non solo allo stato ma anche ai cittadini, invitando a una forte presa di coscienza individuale e delle comunità locali, il Governo dovrà solo eccitare il desiderio di simili imprese, l'ideale del bene pubblico dovrà essere lo sprone. Ad esempio lo Stato poteva ricompensare quei proprietari capaci di risolvere il problema, concedendo loro i terreni per bonificarli, non sarebbe stata una perdita perché ciò avrebbe accresciuto le derrate nonché i sudditi, aumentando le entrate fiscali. Non si sarebbe dovuto concedere latifondi al primo offerente, ma con le garanzie di opere già ben avviate, di una bonifica tale da portare il ripopolamento del territorio bonificato e di impedire in tali luoghi il taglio ingiustificato dei boschi.

## Opere
I principali scritti di Teodoro Monticelli sono stati pubblicati anche in: Opere dell'abate Teodoro Monticelli, 3 voll., Stab. tipografico dell'Aquila, Napoli 1840-1843, molti dei quali conservati presso la biblioteca del Museo vulcanologico dell'Osservatorio Vesuviano.
- Catechismo di agricoltura pratica, e di pastorizia per la pubblica istruzione de' contadini del Regno di Napoli. Parte prima,	Napoli: presso Amato Cons, 1792 (rist, anast. Galatina 2002);
- Descrizione della grotta della Zinzanusa, ossia Dell'antico tempio della dea Minerva in Castro Minerva ne' Salentini del signor abate Teodoro Monticelli, in "Giornale enciclopedico di Napoli", 1807, pp. 341–354;
- Del trattamento delle api in Favignana, saggio di Teodoro Monticelli, Napoli 1807 (in Opere, I, pp. 187–295);
- Sull'economia delle acque da ristabilirsi nel Regno di Napoli. Memoria del cavaliere Teodoro Monticelli segretario perpetuo della R. Accademia delle Scienze approvata dalla detta R. Accademia, Napoli: nella stamperia reale, 1809. (in Opere, I, pp. 3–61);
- Philippi Caolini regiae neapolitanae academiae socii vita auctore Theodoro Monticellio, Neapoli: ex Regia Typographia, 1812, (in Opere, III, pp. 13–81);
- Descrizione dell'eruzione del Vesuvio avvenuta ne giorni 25 e 26 dicembre dell'anno 1813, [del cav. Teodoro Monticelli], Napoli: Stamperia del Monitore delle Due Sicilie, 1815;
- Rapporto del segretario perpetuo della Reale Accademia delle Scienze sulla reazione del Vesuvio del di 22 a 26 dicembre 1817, letto nella tornata de 9 marzo 1818, (in Opere, II, pp. 41–51);
- Storia de' fenomeni del Vesuvio avvenuti negli anni 1821, 1822 e parte del 1823: con osservazioni ed esperimenti di T. Monticelli e N. Covelli, Napoli: Gabinetto bibliografico e tipografico, 1823;
- Prodromo della mineralogia vesuviana, 1. Orittognosia, con 19 tavole incise a bolino, Napoli: da' torchi del Tramater, 1825, scritto in collaborazione con Nicola Covelli, (in Opere, III, pp. 83–430);
- In agrum Puteolanum Camposque Phlegraeos, Commentarium ab equite Teodoro Monticelli, Neapoli : ex Regia Typographia, 1826, (in Opere, I, pp. 105–135);
- Sull'origine delle acque del Sebeto, di Napoli antica, di Pozzuoli, ec.. Memoria del cav. Teodoro Monticelli letta nella tornata de' 15 giugno 1828 del Real Istituto d'incoraggiamento alle scienze naturali, Napoli: tip. Cataneo, Fernandes e comp., 1830 (in Opere, I, pp. 63–104);
- Appendice al prodromo della Mineralogia vesuviana, di T. Monticelli e di N. Covelli, Napoli: da' torchi del Tramater, 1839;
- Su la pastorizia del Regno di Napoli, memoria del cavaliere Teodoro Monticelli, Napoli: dallo Stab. Tip. dell'Aquila, 1840, (in Opere, I, pp. 137–186);
- Memorie su le vicende del Vesuvio osservate dall'abate Teodoro Monticelli, Napoli: dallo stab. tip. dell'Aquila, 1841;
- Memorie sopra alcuni prodotti del Vesuvio ed alcune vicende di esso, lette dal segretario perpetuo comm. Monticelli nella Reale Accademia delle Scienze, Napoli: dalla Stamp. Reale, 1844.

## Onorificenze
Nel 1831 gli è stato dedicato un minerale, la monticellite.